# Гемайндебау

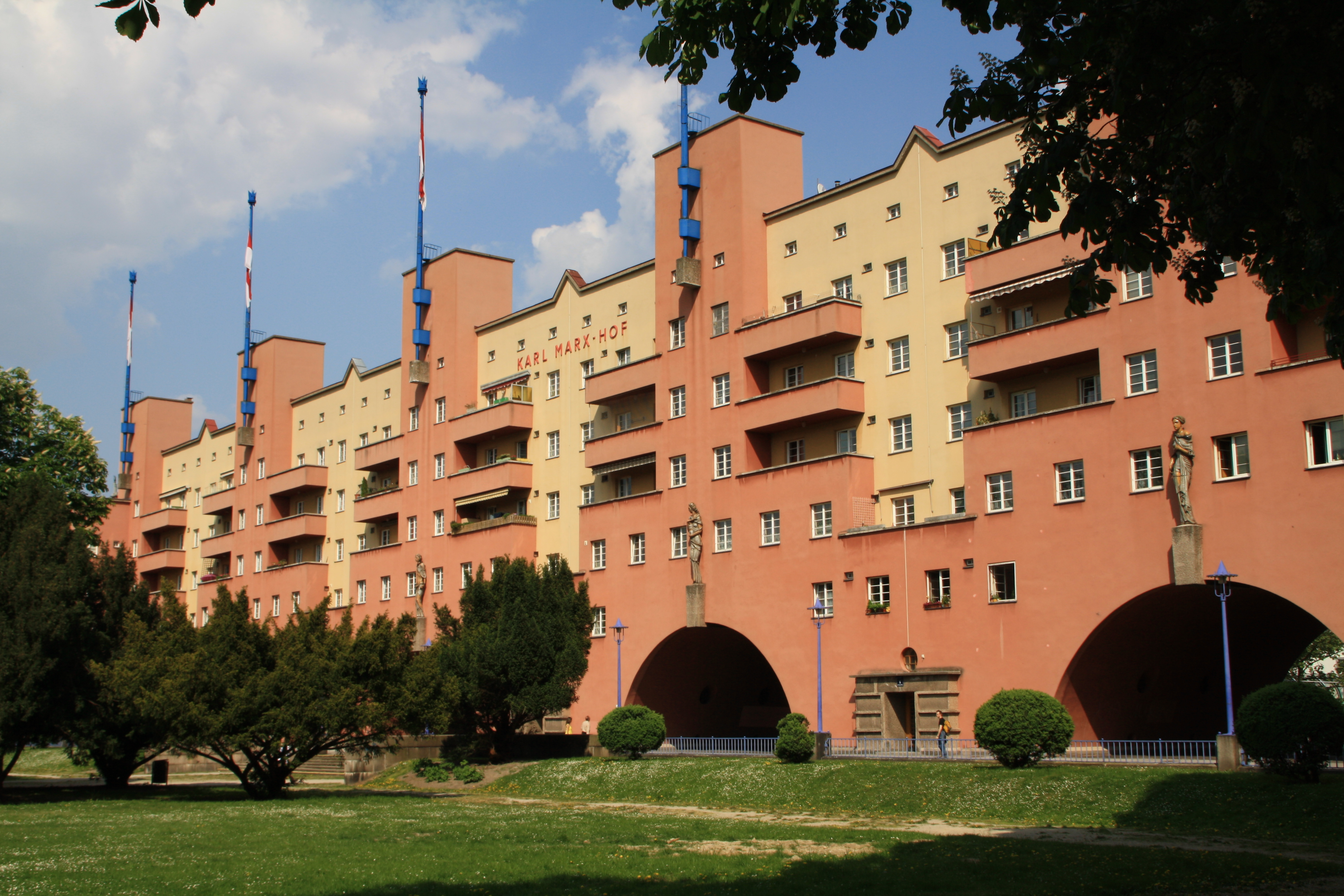
Завершенный в 1930 году дом Карл-Маркс-Хоф (Karl-Marx-Hof) в Дёблинга, 19-й район Вены, считается «иконой» Красной Вены

Gemeindebau (Гемайндебау; множественное число: Gemeindebauten) — немецкий термин для обозначения жилого дома, принадлежащего общине. Он относится к жилым зданиям, возведенным муниципалитетом — как правило, для обеспечения жителей недорогим государственным жильём. Квартиры в таком здании можно арендовать у соответствующего муниципалитета.

## Вена

### История
Гемайндебау стали важной частью архитектуры и даже культуры Вены с 20-х годов XX века. До 1918 года жилищные условия, в которых находился растущий рабочий класс города, были «ужасающими» по современным стандартам. Когда Социал-демократическая партия Австрии получила контроль над муниципальной администрацией во время Первой Австрийской Республики (1918—1934 годы, так называемая «Красная Вена»), она приступила к реализации проекта по улучшению условий жизни трудящихся. В течение этого времени было построено большое количество гемайндебау — обычно крупных жилых комплексов. Если считать и те здания, строительство которых было завершено уже после февраля 1934 года, городу удалось построить 64 000 квартир в которых поселились 220 000 человек. Квартиры распределялись на основе системы специальных баллов, ускоряющих передачу жилья семьям и малообеспеченным гражданам.
Классический гемайндебау обычно имеет главный вход с большими воротами, через которые ведёт проход во внутренний двор. Во дворе посажены деревья или другая растительность, так что местные дети могут играть без необходимости выходить на улицу. Доступ к квартирам возможен только изнутри (со двора). Эта «крепостная конструкция» сделала здания пригодными для использования в военных целях: несколько зданий в Вене, устроенных подобным образом (в первую очередь Карл-Маркс-Хоф), были местами сражений во время Гражданской войны в Австрии в феврале 1934 года — тогда их защищали как основные опорные пункты Социал-демократической партии.
Гемайндебау продолжали строить и после 1945 года, но их стиль и архитектура изменилась за десятилетия. В 1960-х и 1970-х годах муниципалитеты начали строить обширные жилые кварталы, состоявшие из высотных зданий.

## Характеристики
Gemeindebauten в Вене можно узнать по следующему (или подобному) тексту, который обычно написан большими красными буквами над главным входом: нем. Wohnhausanlage der Gemeinde Wien errichtet in den Jahren 1925 bis 1927 aus den Mitteln der Wohnbausteuer (Жилой комплекс муниципалитета Вены, построенный с 1925 по 1927 год и финансируемый за счет поступлений от налога на строительство).
Большие гемайндебау имели собственные имена: названия иногда происходят из географического местоположения здания, но обычно они названы в честь выдающихся личностей, иногда знаменитых «борцов за свободу» (например, Джорджа Вашингтона). Но гораздо чаще дома названы в честь знаменитых социалистов (например, Улофа Пальме) или венских функционеров Социал-демократической партии (например, Виктора Адлера).
Сегодня в квартирах, принадлежащих городу, проживают около 600 000 человек (не обязательно бедных), то есть около трети населения Вены. Поскольку социал-демократическая партия прочно контролирует муниципальную администрацию со времен Второй мировой войны, оппозиционные политики иногда утверждают, что членам партии за их службу, скорее всего, будет выдана квартира.

## Известные здания
Самый известный образец гемайндебау в Вене — Карл-Маркс-Хоф, построенный между 1927 и 1933 годом.
Другие известные здания:
- Лассаль-Хоф (1926)
- Виктор-Адлер-Хоф (1924)
- Джордж-Вашингтон-Хоф (1930)
- Карл-Зейтц-Хоф (1933)
- Пол-Спейсер-Хоф (1929)
- Гётехоф (1930)